# Samuel Elbert
Samuel Elbert (* 1740 in Savannah, Province of Georgia; † 11. November 1788 im Chatham County, Georgia) war ein US-amerikanischer Händler aus Savannah und Generalmajor der Georgia-Miliz. Später wurde er für ein Jahr zum Gouverneur von Georgia gewählt.

## Frühe Jahre
Elbert war seit 1754 ein erfolgreicher Kaufmann in seiner Geburtsstadt. Mitte der 1760er-Jahre erwarb er beträchtliche Ländereien, die er von Sklaven bearbeiteten ließ. 1769 heiratete er Elizabeth Rae, die Tochter eines reichen Pflanzers und Kaufmanns. Zusammen hatten sie sechs Kinder. Etwa zur gleichen Zeit gründete Elbert eine Freimaurerloge in Savannah. Noch vor dem Amerikanischen Unabhängigkeitskrieg begann seine militärische Karriere. Er gründete 1772 eine Grenadierkompanie der Miliz von Georgia und war als Hauptmann deren Kommandeur. Die militärische Ausbildung dazu hatte er im Mutterland England erhalten.

## Im Unabhängigkeitskrieg
Politisch war Elbert ein gemäßigter Anhänger der Amerikanischen Revolution. Im Juni 1775 wurde er in den Sicherheitsrat der Stadt Savannah berufen. Aufgabe dieses Gremiums war es, die Sicherheit der Stadt während der ersten Phase der Auseinandersetzung der Kolonisten mit dem Mutterland England zu gewährleisten. Im August musste er mit seiner Kompanie nach Augusta ausrücken, um diese Stadt vor einer Invasion durch britische Loyalisten zu beschützen. Die örtliche Miliz hatte sich geweigert, diese Aufgabe zu übernehmen. Im Januar 1776 wurde Elbert zum Oberbefehlshaber aller Milizeinheiten Georgias ernannt. Er war auch dabei, als die Miliz auf Befehl des Gouverneurs John Houstoun 1778 den unglücklichen Angriff auf St. Augustine in Florida unternahm. Das gescheiterte Unternehmen führte zu einer britischen Gegenoffensive, die mit der Besetzung von Savannah, Augusta und großen Teilen Georgias endete. Nach dieser Niederlage wurde Elbert Offizier in der regulären Armee. Bei weiteren Gefechten mit den Briten wurde er im März 1779 verwundet und gefangen genommen. Im Juni 1781 wurde er wieder freigelassen. Nun schloss er sich der Armee von George Washington an. Zwischen Juni und November 1781 kommandierte er eine Brigade bei Yorktown. Als er 1782 nach Georgia heimkehrte, war er Generalmajor der Miliz und Brevet Brigadegeneral der regulären Armee.

## Weitere Karriere und Tod

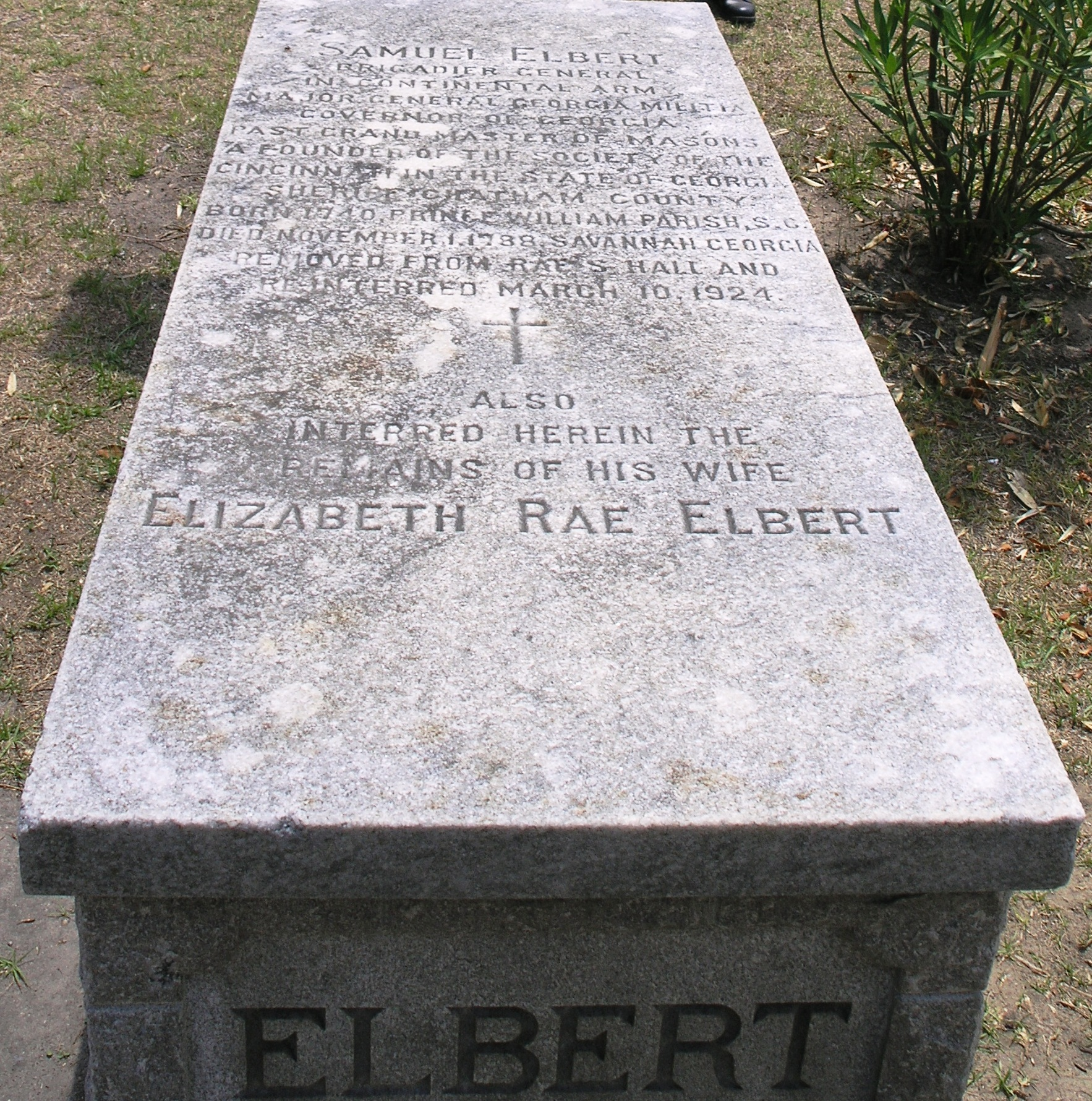
Elberts Grab in Savannah

Im Jahr 1784 sollte er Georgia beim Kontinentalen Kongress vertreten, lehnte dieses Angebot aber ab. Stattdessen wurde er für ein Jahr zum Gouverneur von Georgia gewählt (1785–1786). In seiner Amtszeit musste er sich den gleichen Problemen stellen wie sein Vorgänger John Houstoun und sein Nachfolger Edward Telfair: insbesondere innenpolitische Probleme, weil sich zwei Gruppierungen bitter verfeindet gegenüberstanden und auch vor Gewalt nicht zurückschreckten. Ein anderes Problem waren Indianerfragen im Westen und Süden des Landes. Beide Themen sollten Georgia und seine Gouverneure noch bis weit in das 19. Jahrhundert hinein beschäftigen. Nach dem Ende seiner Amtszeit war er noch kurze Zeit Sheriff im Chatham County, ehe er im November 1788 verstarb.
In Georgia wurden das Elbert County und dessen Hauptstadt Elberton nach ihm benannt.